# Kirkeler Bach
Der Kirkeler Bach ist ein gut 7 km langer, nördlicher und orographisch linker Zufluss des Würzbachs im Saarland.

## Geographie

### Verlauf
Der Kirkeler Bach entspringt im Naturraum St. Ingberter Senke. Seine Quelle liegt im Norden der Gemarkung von Kirkel-Neuhäusel zwischen der Bahnstrecke Mannheim–Saarbrücken und der Autobahn Saarbrücken – Mannheim. Er durchfließt zunächst das Naturschutzgebiet Neuhäuseler Arm, dann unterquert er die Bahnstrecke Mannheim–Saarbrücken und nimmt von rechts den Grätenbruchgraben auf. Er unterquert einen Verkehrskreisel und nimmt danach den Weidentalgraben auf. Im weiteren Verlauf folgt er der Landesstraße L 113 nach Lautzkirchen im  Naturraum Sankt Ingbert-Kirkeler Waldgebiet.
In Lautzkirchen nimmt er erst den Pferchtalbach und dann den Schwarzweiherfluss auf, schließlich mündet er am Ende der Brunnenstraße in den Würzbach und dieser mündet nach 800 Metern in die Blies.

### Zuflüsse
- Kammerschreibergraben (rechts), 0,1 km
- Grätenbruchgraben (rechts), 1,1 km
- Weidentalgraben (rechts), 0,8 km
- Frauentalgraben (links), 1,6 km
- Pferchtalbach (links), 0,6 km
- Schwarzweiherfluß (rechts), 1,4 km

## Naturschutz
Außer dem Naturschutzgebiet Neuhäuseler Arm durchfließt der Kirkeler Bach in dem Abschnitt zwischen Kirkel und Lautzkirchen auch das Naturschutzgebiet Kirkeler Bachtal. Als Schutzzweck wird genannt:

„... die Erhaltung und Förderung eines für [diesen] Naturraum [...] typischen Bachtals mit seltenen Pflanzen- und Tiergesellschaften. Insbesondere sollen die Lebensgemeinschaften nährstoffarmer Standorte geschützt und gesichert werden.“